# 福山市人権平和資料館

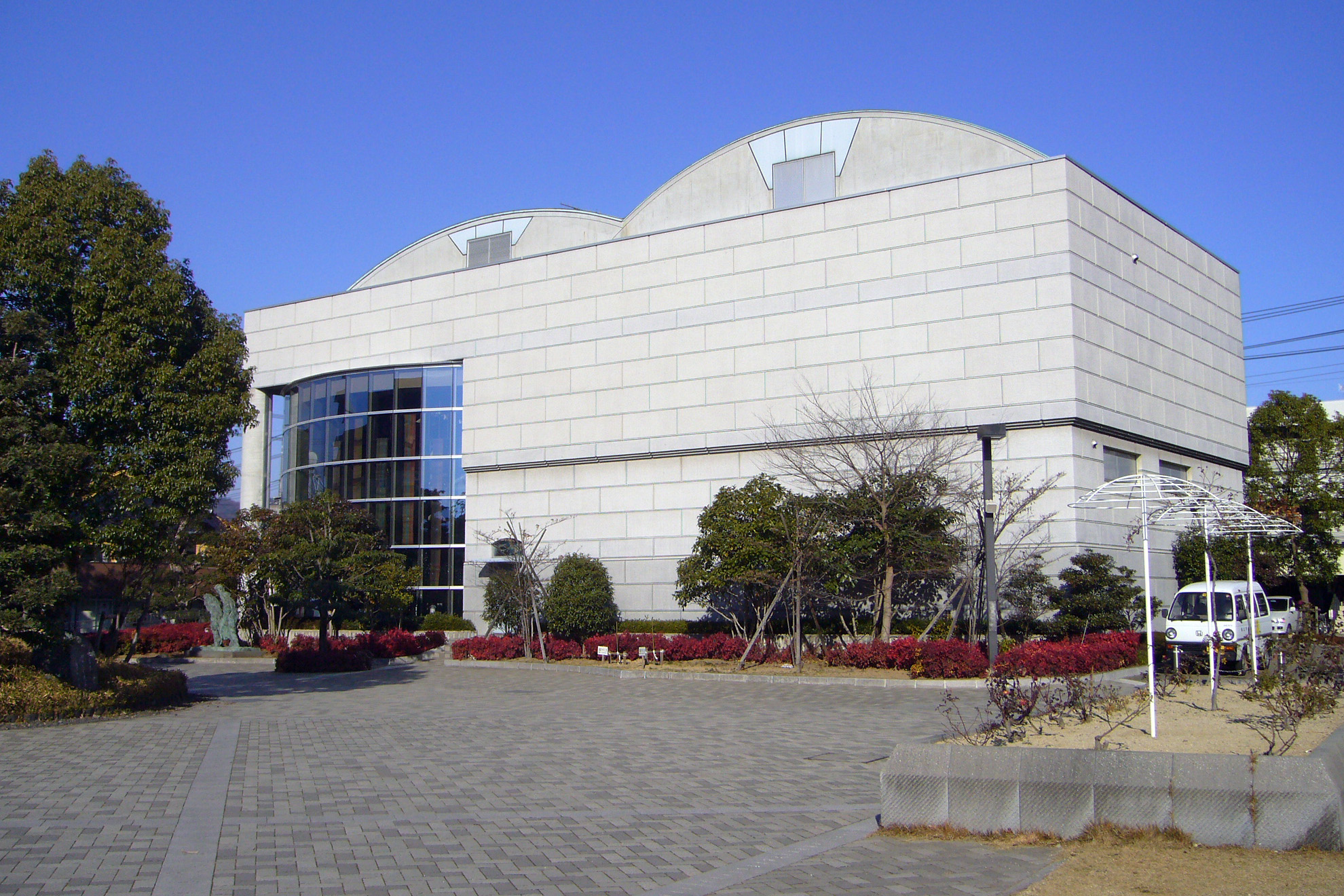
南東方向から撮影

福山市人権平和資料館（ふくやましじんけんへいわしりょうかん）は広島県福山市丸之内一丁目にある資料館。
「人権を尊重することは世界平和の基礎」という世界人権宣言の精神をメインテーマとする資料館である。
人権の尊重・確立と恒久平和実現の重要性の理解を広めること、および昭和20年の米軍による福山大空襲を後世に伝えること目的として、1994年8月30日に開館した。　 

## 常設展示の構成
- 平和部門「福山大空襲の実相と戦時下のくらし」
  - 人権と平和へのあゆみ
  - 福山大空襲の実相
  - 戦時下のくらしと教育
  - 再び繰り返すまいこのあやまち
- 人権部門「部落の歴史と解放の歩み」
  - 部落の歴史と解放のあゆみ
  - プライバシーを守る。就職の機会均等をめざして
  - 人権文化が根づいた社会をめざして
  - 豊かな明日を求めて

## 利用情報
- 入館料 - 大人100円（高校生まで無料）
- 休日 - 月曜日（祝・休日の場合は翌日）

## 所在地
- 〒720-0061 広島県福山市丸之内1-1-1

## 交通アクセス
- JR山陽新幹線および山陽本線 福山駅 徒歩5分

## 周辺情報
- 福山城
- 広島県立歴史博物館
- ふくやま美術館
- ふくやま文学館
- 福山市武道館
- 備後護国神社
- 三蔵稲荷神社
- 福寿会館